# Oliver Goldsmith

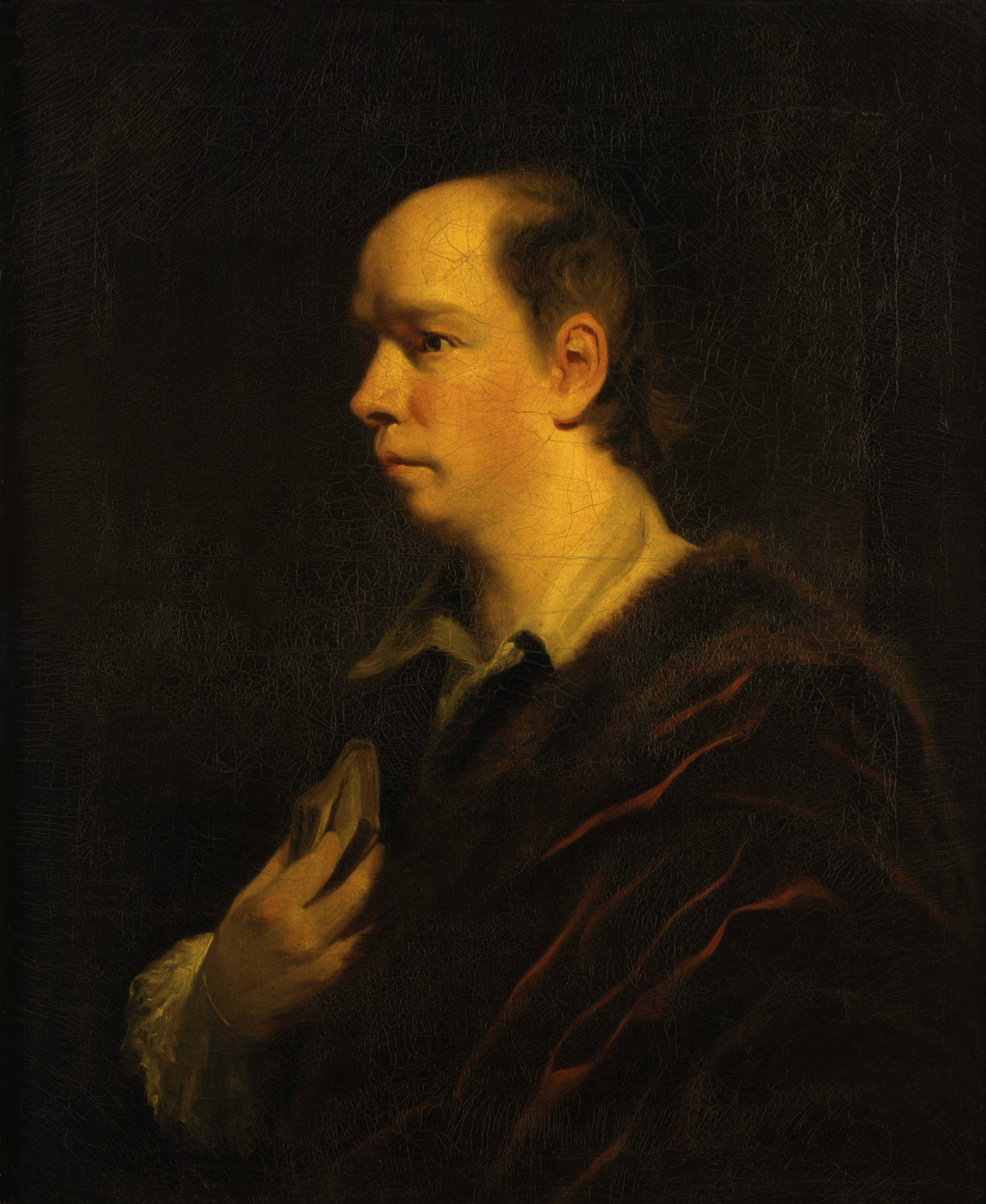
Porträt von Joshua Reynolds, 1770

Oliver Goldsmith (* 10. November 1728 in Smith-Hill House bei Elphin, Roscommon, Irland; † 4. April 1774 in London) war ein irischer Schriftsteller und Arzt, der für seinen Roman Der Pfarrer von Wakefield (1766), sein pastorales Gedicht The Deserted Village (1770) und seine Stücke The Good-natur’d Man (1768) und She Stoops to Conquer (1773) bekannt ist. Unter dem Einfluss von Buffon verfasste er eine umfangreiche Naturgeschichte: A History of the Earth and Animated Nature, die postum 1774 erschien und bis Anfang des 20. Jahrhunderts mehrere Auflagen erfuhr. Das achtbändige Werk erlangte in England eine ähnliche Popularität wie Brehms Tierleben als „der Brehm“ in Deutschland.

## Biografisches

Oliver Goldsmiths Grab

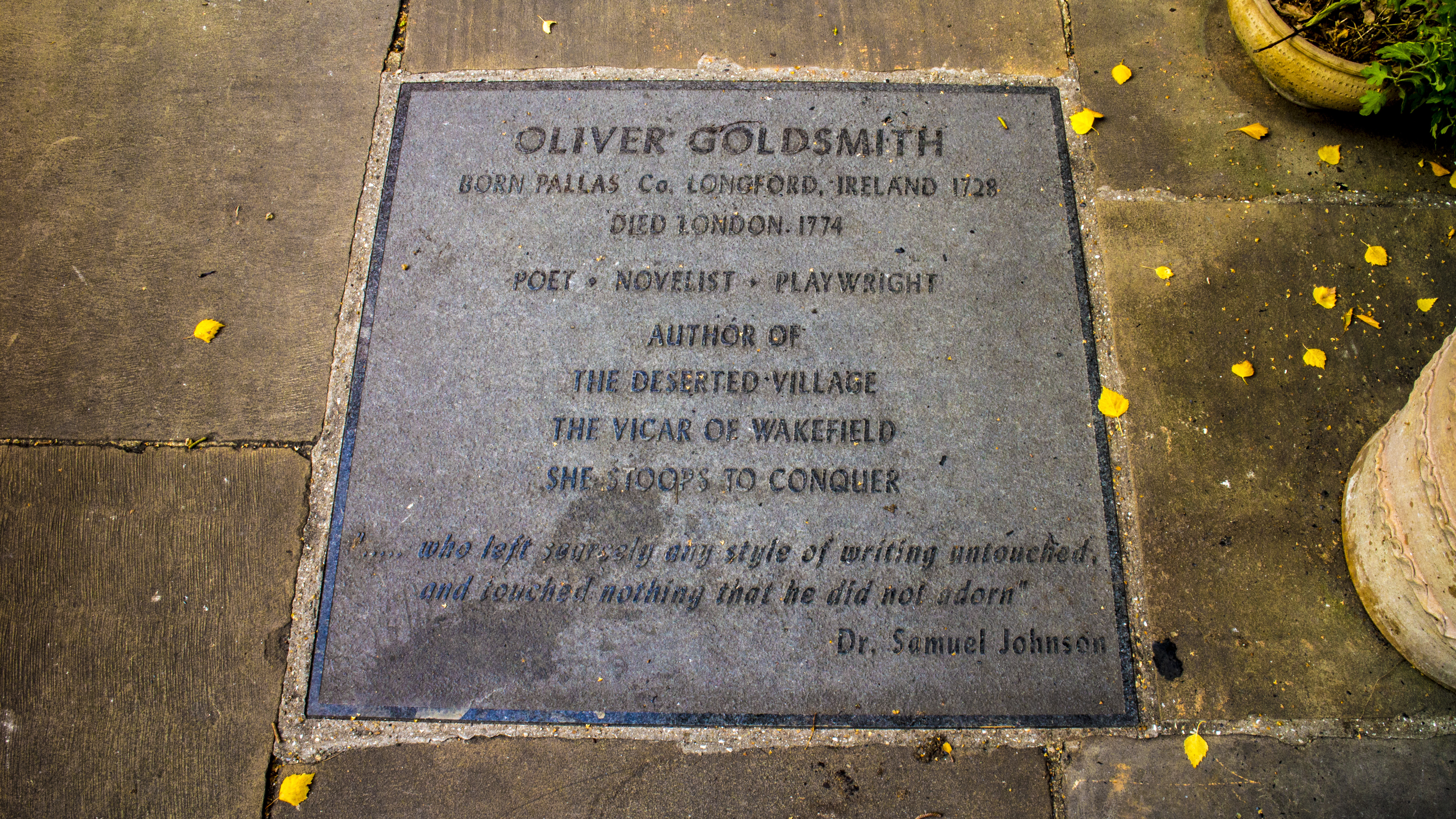
Gedenktafel für den Autor in der Londoner Temple Church mit der Aufschrift: Oliver Goldsmith / born Pallas Co. Longford, Ireland 1728 / died London 1774 / poet, novelist, playwright / author of The Deserted Village, The Vicar of Wakefield, She Stoops to Conquer / “... who left scarcely any style of writing untouched, and touched nothing that he did not adorn” / Dr. Samuel Johnson

Statue in Dublin

Goldsmith war der Sohn eines anglikanischen Klerikers und erwarb den Bachelor of Arts 1749 am Trinity College in Dublin. Er studierte zunächst Theologie und Rechtswissenschaften, später Medizin an der Universität von Edinburgh und an der Universität von Leiden. Nach dem Abschluss arbeitete er als Assistent eines Apothekers in Leiden. Ständig in Geldnot, produzierte Goldsmith für die Verleger von London zahlreiche Texte. Mit seinen sorgfältigen Arbeiten indes erwarb er sich die Freundschaft von Samuel Johnson, mit dem er „The Club“ gründete.

## Ehrungen
Der irische Bildhauer John Henry Foley fertigte eine Bronzestatue, die vor dem Trinity College in Dublin aufgestellt wurde.
Im County Westmeath nördlich von Athlone an der Nationalstraße N55 liegt das Goldsmith County, das nach ihm benannt ist. Das „County“ bezeichnet jedoch keine politische Verwaltungseinheit im herkömmlichen Sinn, sondern ist eine rein touristische Bezeichnung.

## Werke (Auswahl)
- The Vicar of Wakefield[1][2]
  - Der Landpriester von Wakefield. Ein Märchen, das er selbst soll geschrieben haben. Übersetzung Johann Gottfried Gellius. [Deutsche Erstausgabe]. Leipzig: Weidmann u. Reich 1767
  - Der Landprediger von Wakefield. Eine Erzählung. Übersetzt von Ernst Susemihl. Mit Illustrationen von Ludwig Richter. Berlin: A. Hofmann & Comp. 1853.
  - Der Landpfarrer von Wakefield. Aus d. Engl. von Ilse Buchholz. Nachwort: Eberhard Brüning. Mit Holzstichen von Andreas Brylka. Leipzig: Dieterich 1959. (Sammlung Dieterich. 112.)
  - Der Landpfarrer von Wakefield. Aus dem Englischen von Otto Weith. Stuttgart: Reclam 1971.
  - Der Vikar von Wakefield. Neubearbeitet von Linus Kefer. Mit 40 Illustrationen von Alfred Kubin. Wien, Stuttgart: Wancura 1977.
  - Der Pfarrer von Wakefield. Eine angeblich von ihm selbst verfaßte Geschichte. Aus d. Engl. übertr. von Andreas Ritter. Nachw. von David Wells. Mit 10 Ill. von Tony Johannot. Zürich: Manesse-Verl. 1985. ISBN 978-3-717-51692-7
- The Citizen of the World or Letters from a Chinese Philosopher, residing in London, to his Friends in the East. London 1762
  - Übers. Johann Gottfried Gellius: Briefe eines chinesischen Weltweisen an seine Freunde in den Morgenländern. 2 Teile. Weidmanns Erben und Reich, Leipzig 1763–1764
  - deutsch: Der Weltbürger oder Briefe eines in London weilenden chinesischen Philosophen an seine Freunde im fernen Osten. Übers. Helmut T. Heinrich. Nachw. Friedemann Berger. Kiepenheuer, Leipzig 1977; wieder Insel, Leipzig 1985; wieder Beck, München 1986
  - Übers. J. K. Wetzel:[3] Der Weltbürger. Leipzig 1781
- The Deserted Village[4] 1770
- She Stoops to Conquer[5]
- A History of the Earth and Animated Nature[6][7]